# Evangelisch-Lutherisches Dekanat Regensburg
Das Evangelisch-Lutherische Dekanat Regensburg ist einer der achtzehn Dekanatsbezirke des Kirchenkreises Schwaben-Altbayern. Bis zu dessen Fusion 2025 gehörte es dem Kirchenkreis Regensburg an. Der Dekanatsbezirk wird zurzeit von Dekan Jörg Breu geleitet.

## Gebiet
Der Dekanatsbezirk ist mit 4.225 km² flächenmäßig der größte in der Evangelisch-Lutherischen Kirche in Bayern. Er erstreckt sich über die Stadt Regensburg und die Landkreise Regensburg, Deggendorf und Straubing-Bogen sowie Teile der Landkreise Schwandorf und Kelheim. Wegen seiner Größe ist er in die drei Regionen Stadt, West und Ost untergliedert, denen jeweils eine stellvertretende Dekanin bzw. ein stellvertretender Dekan vorsteht.

## Geschichte
Die Stadt Regensburg kann auf eine lange evangelische Tradition zurückblicken. Der reichsstädtische Teil Regensburgs führte 1542 die Reformation ein. Die Stadt Regensburg war zur damaligen Zeit unterer mehreren Reichsständen aufgeteilt. Der überwiegende Teil der Stadt gehörte zum  Hochstift Regensburg und den Reichsklöstern St. Emmeram, Niedermünster und Obermünster, die allesamt katholisch blieben. Am 15. Oktober 1542 wurde erstmals ein evangelisches Abendmahl gefeiert. Die Wallfahrtskirche Zur Schönen Maria wurde im Zuge der Reformation zur Neupfarrkirche der evangelischen Gemeinde. Die Oswaldkirche wurde 1552 der Reichsstadt für den evangelischen Gottesdienst bestimmt. Die Dreieinigkeitskirche ist der erste evangelische Kirchenneubau in Altbayern. Sie wurde am 5. Dezember 1631 eingeweiht.
Im Zuge der Neugliederung der bayerischen Landeskirche wurde 1810 das Dekanat Regensburg gegründet. Neben der damals noch ungeteilten Gemeinde Regensburg gehörte nur die Gemeinde in der evangelischen Enklave Ortenburg in Niederbayern zum Dekanatsbezirk. Weitere evangelische Gemeinden in den Diaporagebieten Niederbayerns und der südlichen Oberpfalz entstanden im 19. und 20. Jahrhundert, verstärkt seit dem Zuzug evangelischer Vertriebener nach 1945. 1948 wurden die  Dekanate Passau und Landshut aus dem Dekanat herausgetrennt, 1951 die Kirchengemeinde Zwiesel an das neuerrichtete Dekanat Cham abgegeben. Im selben Jahr wechselte das Dekanat (gemeinsam mit den beiden Tochterdekanaten) aus dem Kirchenkreis München in den neugegründeten Kirchenkreis Regensburg.

## Kirchengemeinden
Zum Dekanatsbezirk Regensburg gehören 24 Kirchengemeinden.
- Abensberg
- Bogen (mit Friedenskirche (Hunderdorf))
- Burglengenfeld
- Deggendorf
- Geiselhöring
- Hengersberg
- Kelheim
- Maxhütte-Haidhof
- Neutraubling (Lutherkirche)
- Osterhofen
- Plattling
- Gesamtkirchengemeinde Regensburg
  - Bad Abbach
  - Regensburg – Dreieinigkeitskirche mit Oswaldkirche
  - Regensburg – Maria Magdalena
  - Regensburg – Neupfarrkirche
  - Regensburg – St. Johannes
  - Regensburg – St. Lukas
  - Regensburg – St. Markus
  - Regensburg – St. Matthäus
- Regenstauf (mit Dietrich-Bonhoeffer-Kirche (Wenzenbach))
- Schierling
- Straubing – Christuskirche
- Straubing – Versöhnungskirche

## Dekane
| von  | bis  | Name                            |
| ---- | ---- | ------------------------------- |
| 1810 | 1812 | Georg Wilhelm Richter           |
| 1814 | 1838 | Philipp Friedrich Gampert       |
| 1839 | 1881 | Karl Friedrich Heinrich Hermann |
| 1881 | 1892 | Wilhelm Rodde                   |
| 1892 | 1915 | Rudolf Waldemar Koch            |
| 1915 | 1927 | Friedrich Hörner                |
| 1928 | 1934 | Christoph Köberlin              |
| 1935 | 1943 | Hermann Giese                   |
| 1943 | 1946 | Gerhard Schmidt                 |
| 1947 | 1952 | Wilhelm Koller                  |
| 1952 | 1961 | Hermann Greifenstein            |
| 1962 | 1975 | Rudolf Meiser                   |
| 1975 | 1989 | Wilhelm Schubert                |
| 1989 | 1998 | Reinhard von Loewenich          |
| 1998 | 2006 | Gottfried Schoenauer            |
| 2006 | 2019 | Eckhard Herrmann                |
| 2020 | -    | Jörg Breu                       |
| 2024 | -    | Karolin Gerleigner              |